# Ivacėvičy
Ivacėvičy (in bielorusso Івацэвічы?; in russo Ивацевичи?) è una città della Bielorussia, situata nella regione di Brėst.